# Anolis parilis
Anolis parilis (еквадорський аноліс) — вид ігуаноподібних ящірок родини анолісових (Dactyloidae). Ендемік Еквадору.

## Поширення і екологія
Еквадорські аноліси мешкають в західних передгір'ях Еквадорських Анд в провінціях Санто-Домінго-де-лос-Цачилас, Есмеральдас та Імбабура. Вони живуть у вічнозелених рівнинних тропічних лісах Еквадорського Чоко. Зустрічаються на висоті від 450 до 650 м над рівнем моря.

## Збереження
МСОП класифікує цей вид як вразливий. Anolis parilis загрожує знищення природного середовища.